# Радавац
Радавац (алб. Radacë или Radaca, или Radaci или Radac) је насељено место у општини Пећ, на Косову и Метохији. Према попису становништва из 2011. у насељу је живело 1.352 становника.

## Положај
Атар насеља се налази на територији катастарске општине Радавац површине 559 ha. Село је смештено у Пећком подгору, на левој обали Белог Дрима. Овде се налази Споменик природе „Извориште Белог Дрима са пећином и водопадом Радавац“.

## Историја
Први сачувани писани помен о Радавцу је из 1381. године, у повељи српског кнеза и цара Лазара којом је село приложено руском манастиру Светог Пантелејмона на Светој гори. У турском попису из 1458. године у Радавцу су уписана 24 српска домаћинства и манастир Св. Спаса са десет калуђера. Изнад данашње хидроцентрале налазе се остаци темеља цркве, а у њиховој близини темељи помоћних економских зграда и оградног зида дугог неколико десетина метара којим је манастир био утврђен. Очувани су остаци и друге, мање сеоске цркве, као и великог гробља ранијег српског становништва.

## Становништво
Према попису из 2011. године, Радавац има следећи етнички састав становништва:
| Националност       | 2011.          |
| Албанци            | 1.319 (97,56%) |
| Бошњаци            | 24 (1,77%)     |
| Египћани           | 7 (0,51%)      |
| други и недоступно | 2 (0,16%)      |
| Укупно             | 1.352          |

| Демографија | Демографија | Демографија |
| Година      | Становника  | Становника  |
| ----------- | ----------- | ----------- |
| 1948.       | 546         |             |
| 1953.       | 567         |             |
| 1961.       | 732         |             |
| 1971.       | 910         |             |
| 1981.       | 1.143       |             |
| 1991.       | 1.345       |             |
| 2011.       | 1.352       |             |